# میس
میس (به اسپانیایی: Meis) یک شهرستان در اسپانیا است.